# Nomogramma di Koch
Il nomogramma di Koch è un diagramma bidimensionale che permette di determinare la diminuzione del rateo di salita di un velivolo e la lunghezza della pista necessaria al suo decollo, in relazione alla temperatura e all'altitudine.

Nomogramma di Koch

La retta che congiunge i punti sui due assi esterni, indicanti la temperatura (colonna a sinistra) e l'altitudine (colonna a destra) individua, sull'asse centrale, le percentuali da considerare in relazione alla corsa di decollo e al rateo di salita.
Il nomogramma di Koch trova utile impiego nell'ambito del volo da diporto o sportivo, per determinare agevolmente, e con buona approssimazione, le variazioni delle prestazioni del velivolo di cui tenere conto, a causa dello scostamento di densità dell'aria, a seguito di variazioni di temperatura e altitudine, rispetto all'atmosfera standard.